# Dekanat Łukta
Dekanat Łukta – jeden z 21 dekanatów w rzymskokatolickiej archidiecezji warmińskiej.

## Parafie
W skład dekanatu wchodzi 11 parafii:
- parafia Niepokalanego Poczęcia Najświętszej Maryi Panny – Biesal
- parafia św. Barbary – Boguchwały
- parafia św. Antoniego z Padwy – Florczaki
- parafia Narodzenia Najświętszej Maryi Panny – Gietrzwałd
- parafia św. Jana Chrzciciela – Jonkowo
- parafia Najświętszej Maryi Panny Częstochowskiej – Łukta
- parafia św. Jana Apostoła i Ewangelisty – Nowe Kawkowo
- parafia Narodzenia Najświętszej Maryi Panny – Skolity
- parafia św. Mikołaja – Sząbruk
- parafia Świętych Kosmy i Damiana – Świątki
- parafia św. Marii Magdaleny – Wrzesina

## Historia
Do 15 września 2022 roku w skład dekanatu wchodziło 9 parafii:
- parafia św. Antoniego z Padwy – Florczaki
- parafia Matki Boskiej Częstochowskiej – Łukta
- parafia św. Jana Ewangelisty – Nowe Kawkowo
- parafia Narodzenia Najświętszej Maryi Panny – Skolity
- parafia św. Marii Magdaleny – Wrzesina

## Sąsiednie dekanaty
Morąg (diec. elbląska), Olsztyn III – Gutkowo, Ostróda – Wschód, Świątki